# Global Equity Market
Global Equity Market (GEM) dall'11 luglio 2016 è il segmento, appartenente al mercato Borsa Italiana Equity MTF della Borsa Italiana dedicato alla negoziazione di azioni di emittenti non italiani già scambiati in mercati regolamentati negli Stati membri dell'UE o in altri paesi membri dell'OCSE.
Con l’obiettivo di diventare un riferimento per il trading dei titoli europei, il GEM sostituisce il segmento MTA International del mercato MTA introdotto nel 2006, consentendo inizialmente il listing di altre 30 nuove società oltre alle 36 già quotate, successivamente le presenze sono ulteriormente aumentate, come dal 23 ottobre 2017, quando sono state aggiunti 16 big statunitensi. Ad agosto 2018 il totale delle presenze è pari a 83 società con 84 azioni, visto che Alphabet è quotato sia con le azioni di classe A che C.
Con il GEM Borsa Italiana ha ottenuto il vantaggio di aumentare il numero delle contrattazioni, l'ampliamento dell'offerta geografica e l'ingresso di nuovi investitori istituzionali.

## Società del segmento
Nel segmento Global Equity Market sono presenti alcune delle principali società degli Stati Uniti d'America e di sei paesi europei:
| Germania : 33 | Francia : 14 | Stati Uniti : 25 | Paesi Bassi : 6 | Belgio : 2 | Finlandia : 1 | Spagna : 6 |

Fanno parte del segmento le seguenti 87 società estere con i loro 88 titoli:
| Nazione     | Nome                          |
| ----------- | ----------------------------- |
| Germania    | Adidas                        |
| Stati Uniti | Advanced Micro Devices        |
| Paesi Bassi | Aegon                         |
| Belgio      | Ageas                         |
| Paesi Bassi | Ahold Del                     |
| Francia     | Air France-KLM                |
| Paesi Bassi | Airbus Group                  |
| Germania    | Allianz                       |
| Stati Uniti | Alphabet Classe A             |
| Stati Uniti | Alphabet Classe C             |
| Stati Uniti | Amazon                        |
| Stati Uniti | Amgen                         |
| Belgio      | Anheuser-Busch                |
| Stati Uniti | Apple                         |
| Paesi Bassi | ASML                          |
| Francia     | AXA                           |
| Spagna      | Banco Santander               |
| Germania    | BASF                          |
| Germania    | Bayer                         |
| Spagna      | BBVA                          |
| Germania    | Beiersdorf                    |
| Stati Uniti | Best Buy                      |
| Germania    | BMW                           |
| Francia     | BNP Paribas                   |
| Stati Uniti | Coinbase Global               |
| Germania    | Commerzbank                   |
| Germania    | Continental                   |
| Francia     | Crédit Agricole               |
| Germania    | Deutsche Bank                 |
| Germania    | Deutsche Börse                |
| Germania    | Deutsche Lufthansa            |
| Germania    | Deutsche Post                 |
| Germania    | Deutsche Telekom              |
| Germania    | E.ON                          |
| Francia     | Engie                         |
| Francia     | EssilorLuxottica              |
| Germania    | Evonik Industries             |
| Francia     | Faurecia                      |
| Germania    | Fresenius                     |
| Germania    | Fresenius Medical Care        |
| Stati Uniti | Gilead Sciences               |
| Germania    | HeidelbergCement              |
| Germania    | Henkel Vz                     |
| Spagna      | Iberdrola                     |
| Spagna      | Inditex                       |
| Germania    | Infineon Technologies         |
| Paesi Bassi | ING Groep                     |
| Stati Uniti | Intel                         |
| Germania    | K+S                           |
| Francia     | Kering                        |
| Stati Uniti | Levi Strauss & Co             |
| Francia     | LVMH                          |
| Stati Uniti | Lyft                          |
| Germania    | Mercedes-Benz Group           |
| Germania    | Merck                         |
| Stati Uniti | Meta Platforms                |
| Stati Uniti | Micron Technology             |
| Stati Uniti | Microsoft Corp.               |
| Stati Uniti | Moderna                       |
| Germania    | Munich Re                     |
| Stati Uniti | Netflix                       |
| Finlandia   | Nokia Corp.                   |
| Stati Uniti | NVIDIA Corp.                  |
| Francia     | Orange                        |
| Paesi Bassi | Philips                       |
| Germania    | ProSiebenSat.1 Media          |
| Germania    | Puma                          |
| Francia     | Renault                       |
| Spagna      | Repsol                        |
| Stati Uniti | Robinhood Markets             |
| Germania    | RWE                           |
| Francia     | Sanofi                        |
| Germania    | SAP                           |
| Germania    | Siemens                       |
| Germania    | Siemens Energy                |
| Stati Uniti | Singularity Future Technology |
| Stati Uniti | Snowflake                     |
| Francia     | Société générale              |
| Stati Uniti | Starbucks Corp                |
| Spagna      | Telefónica                    |
| Stati Uniti | Tesla                         |
| Germania    | ThyssenKrupp                  |
| Stati Uniti | Tripadvisor                   |
| Stati Uniti | Virgin Galactic Holdings      |
| Francia     | Vivendi                       |
| Germania    | Volkswagen                    |
| Germania    | Vonovia                       |
| Stati Uniti | WeWork                        |

Dati aggiornati al 11 agosto 2022

## Requisiti
La microstruttura di GEM, anche se appartenente al sistema multilaterale di negoziazione, è stata definita in piena continuità con i metodi di negoziazione del mercato regolamentato. Le caratteristiche principali di GEM sono:
- Sono ammesse alla negoziazione azioni già quotate in mercati regolamentati negli Stati membri dell'UE o in altri paesi membri dell'OCSE senza l'obbligo di pubblicare un prospetto. L'ammissione alla negoziazione in GEM può essere richiesta da qualsiasi degli intermediari di mercato di Borsa Italiana o da Borsa Italiana stessa
- Le fasi di negoziazione e gli orari del segment GEM rimangono i medesimi del segmento blue-chip del mercato MTA con l'eccezione della sessione serale
- È previsto l'intervento di specialisti che contribuiscano alla liquidità del mercato
- I contratti conclusi sul nuovo segmento sono garantiti da CC&G e regolati da Monte Titoli, in modo simile agli altri contratti attualmente conclusi sul mercato MTA
- Il settlement calendar è il medesimo utilizzato per il sistema dei pagamenti europeo TARGET, allineato al mercato europeo di riferimento
- GEM non prevede la distribuzione di diritti connessi ad operazioni societarie effettuate da emittenti le cui azioni sono negoziate nel segmento, inoltre, nessuna rettifica del prezzo di settlement viene effettuata quando sono previsti stacchi di dividendi o corporate actions.